# Mr. Deeds – milioner z przypadku
Mr. Deeds – milioner z przypadku (ang. Mr. Deeds) – amerykańska komedia romantyczna z 2002 roku, w reżyserii Stevena Brilla.

## Fabuła
Umiera potentat prasowy Preston Blake (Harve Presnell), którego majątek wart jest miliardy dolarów. Współpracownicy zastanawiają się, komu przepisał fortunę. Nieboszczyk nie miał bowiem ani dzieci, ani żony. Okazuje się, że wybór Prestona padł na dalekiego krewnego, Longfellowa Deedsa (Adam Sandler). Szczęśliwy dziedzic prowadzi pizzerię w New Hampshire. Jest człowiekiem lubianym, a dodatkowej popularności przysparza mu dar wygłaszania okolicznościowych wierszy. Longefellow jedzie do Nowego Jorku, aby przejąć majątek. Tu staje się obiektem zainteresowania producenta popularnego telewizyjnego show, McGratha (Jared Harris). Przygotowaniem kompromitującego materiału do programu ma się zająć piękna i pozbawiona skrupułów Louise „Babe” Bennett (Winona Ryder). Dziewczyna liczy na rozgłos po wyemitowaniu nagrania. Niestety będzie musiała zmienić plany, gdy nieoczekiwanie zakocha się w Deedsie.

## Obsada
- Adam Sandler – Longfellow Deeds
- Winona Ryder – Babe Bennett/Pam Dawson
- John Turturro – Emilio Lopez
- Allen Covert – Marty
- Peter Gallagher – Chuck Cedar
- Jared Harris – Mac McGrath
- Erick Avari – Cecil Anderson
- Rob Schneider – Nazo
- Peter Dante – Murph
- Conchata Ferrell – Jan
- Harve Presnell – Preston Blake
- Blake Clark – Buddy Ward
- Brandon Molale – Kevin Ward
- Steve Buscemi – Szalone Oczy

## Wydanie
Produkcja została wydana na VHS i DVD 22 października 2002 roku.